# Rhizomolgula globularis
Rhizomolgula globularis är en sjöpungsart som först beskrevs av Peter Simon Pallas 1776.  Rhizomolgula globularis ingår i släktet Rhizomolgula och familjen kulsjöpungar. Inga underarter finns listade i Catalogue of Life.